# La Corona (Mancomunidad de Naciones)

Una representación simbólica de la Corona, presente en los símbolos de muchas instituciones en los reinos de la Mancomunidad.

La Corona es un concepto político utilizado en los reinos de la Mancomunidad. Según el contexto, generalmente se refiere a la totalidad del Estado (o, en los reinos federales, al nivel de gobierno correspondiente), específicamente al gobierno ejecutivo o únicamente al monarca y sus representantes directos.
El término puede usarse para referirse al Estado de derecho; o a las funciones de gobierno ejecutivo (la Corona en el consejo), legislativo (la Corona en el parlamento) y judicial (la Corona en el tribunal) y al servicio civil.
El concepto de la Corona como corporación unipersonal se desarrolló inicialmente en el Reino de Inglaterra como una separación de la corona física y las propiedades del reino, de la persona y los bienes personales del monarca. Se extendió a través de la colonización inglesa y, posteriormente, británica, y se convirtió en una corona imperial, arraigándose en el léxico jurídico de los 15 reinos de la Mancomunidad, sus diversas dependencias y los Estados en libre asociación con ellos. Una evolución posterior en el siglo XX, cuando las colonias se convirtieron en Estados soberanos, provocó la divergencia de la institución en las ahora antiguas colonias, aunque aún se encarnaba en un único monarca. Como concepto político o conjunto de conceptos políticos, la Corona no debe confundirse con ninguna corona física, como las regalía británica.
El término también se encuentra en diversas expresiones como tierras de la Corona, a la que algunos países se refieren como tierra pública o tierra estatal; así como en algunos cargos, como ministro de la Corona, fiscal de la Corona y procurador de la Corona.